# 吉野川市立西麻植小学校
吉野川市立西麻植小学校（よしのがわしりつ にしおえしょうがっこう）は、徳島県吉野川市鴨島町西麻植絵馬堂にある公立小学校である。

## 概要

### 校歌
- 作詞: 木下重子
- 作曲: 近藤良三

## 沿革
- 1874年（明治7年） - 西麻植尋常小学校を創立。
- 1897年（明治30年） - 西麻植尋常小学校と改称。
- 1954年（昭和29年） - 町村合併のため鴨島西麻植小学校となる。
- 2004年（平成16年） - 町村合併のため吉野川市立西麻植小学校となる。

## 通学区域が隣接している学校
- 吉野川市立知恵島小学校
- 吉野川市立鴨島小学校
- 吉野川市立飯尾敷地小学校
- 吉野川市立川島小学校
- 阿波市立八幡小学校